# Scottish Division One 1923-1924
La Scottish Division One 1923-1924 è stata la 34ª edizione della massima serie del campionato scozzese di calcio, disputato tra il 15 agosto 1923 e il 26 aprile 1924 e concluso con la vittoria dei Rangers, al loro tredicesimo titolo, il secondo consecutivo.
Capocannoniere del torneo è stato David Halliday (Dundee) con 38 reti.

## Classifica finale
Fonte:
|  | Pos. | Squadra             | Pt | G  | V  | N  | P  | GF | GS | QR    |
|  | ---- | ------------------- | -- | -- | -- | -- | -- | -- | -- | ----- |
|  | 1.   | Rangers             | 59 | 38 | 25 | 9  | 4  | 72 | 22 | 3,273 |
|  | 2.   | Airdrieonians       | 50 | 38 | 20 | 10 | 8  | 72 | 46 | 1,565 |
|  | 3.   | Celtic              | 46 | 38 | 17 | 12 | 9  | 56 | 33 | 1,697 |
|  | 4.   | Raith Rovers        | 43 | 38 | 18 | 17 | 13 | 56 | 38 | 1,474 |
|  | 5.   | Dundee              | 43 | 38 | 15 | 13 | 10 | 70 | 57 | 1,228 |
|  | 6.   | St. Mirren          | 42 | 38 | 15 | 12 | 11 | 53 | 45 | 1,178 |
|  | 7.   | Hibernian           | 41 | 38 | 15 | 11 | 12 | 66 | 52 | 1,269 |
|  | 8.   | Partick Thistle     | 39 | 38 | 15 | 9  | 14 | 58 | 55 | 1,055 |
|  | 9.   | Hearts              | 38 | 38 | 14 | 10 | 14 | 61 | 50 | 1,220 |
|  | 10.  | Motherwell          | 37 | 38 | 15 | 7  | 16 | 58 | 63 | 0,921 |
|  | 11.  | Morton              | 37 | 38 | 16 | 5  | 17 | 48 | 54 | 0,889 |
|  | 12.  | Hamilton Academical | 36 | 38 | 15 | 6  | 17 | 52 | 57 | 0,912 |
|  | 13.  | Aberdeen            | 36 | 38 | 13 | 10 | 15 | 37 | 41 | 0,902 |
|  | 14.  | Ayr Utd             | 34 | 38 | 12 | 10 | 16 | 38 | 60 | 0,633 |
|  | 15.  | Falkirk             | 32 | 38 | 13 | 6  | 19 | 46 | 53 | 0,868 |
|  | 16.  | Kilmarnock          | 32 | 38 | 12 | 8  | 18 | 48 | 65 | 0,738 |
|  | 17.  | Queen's Park        | 31 | 38 | 11 | 9  | 18 | 43 | 60 | 0,717 |
|  | 18.  | Third Lanark        | 30 | 38 | 11 | 8  | 19 | 54 | 78 | 0,692 |
|  | 19.  | Clyde               | 29 | 38 | 10 | 9  | 19 | 40 | 70 | 0,571 |
|  | 20.  | Clydebank           | 25 | 38 | 10 | 5  | 23 | 42 | 71 | 0,592 |

Legenda:
      Campione di Scozia.
      Retrocesse in Division Two 1924-1925.
Regolamento:
Due punti a vittoria, uno a pareggio, zero a sconfitta.
A parità di punti, le posizioni in classifica venivano determinate sulla base del quoziente reti.